# Chevallier (Automobilhersteller)

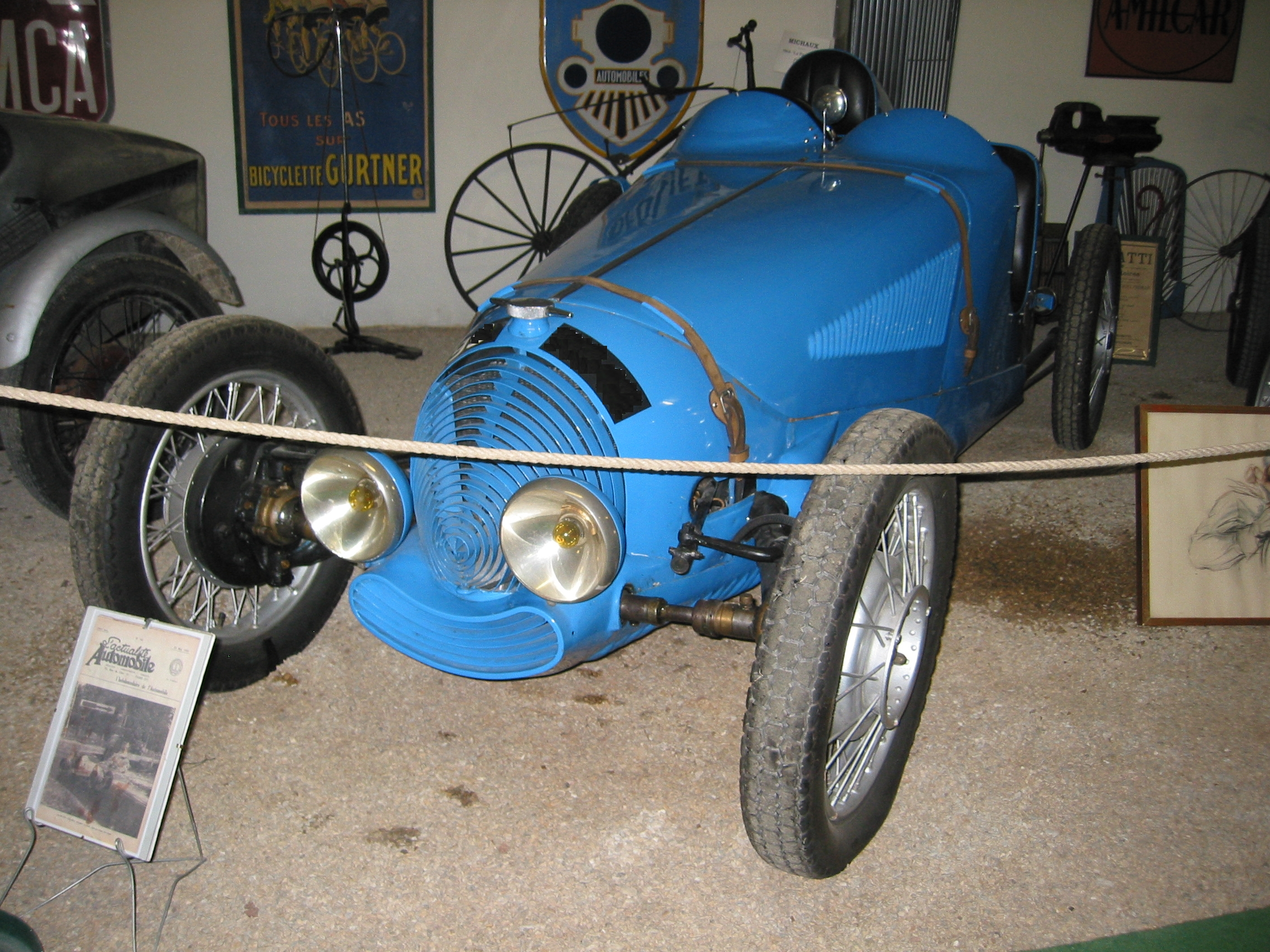
Chevallier von 1934

Chevallier war ein französischer Hersteller von Automobilen.

## Unternehmensgeschichte
Das Unternehmen aus Saint-Germain begann 1931 mit der Produktion von Automobilen. Der Markenname lautete Chevallier. 1935 endete die Produktion.

## Fahrzeuge
Das einzige Modell 1100 Bol d'Or war ein straßentauglicher Rennwagen. Der Vierzylinder-Einbaumotor von Ruby mit 1100 cm³ Hubraum leistete mit Kompressor 45 PS. Die Höchstgeschwindigkeit betrug 130 km/h. 1934 gewann der Konstrukteur auf einem seiner Fahrzeuge das Bol-d’Or-Rennen.
Ein Fahrzeug dieser Marke ist im Musée Automobile de Provence in Orgon zu besichtigen.